# Epomophorus minor
Epomophorus minor — вид рукокрилих, родини Криланових. За іншою думкою цей вид є підвидом Epomophorus labiatus.

## Середовище проживання
Країни поширення: Замбія, Танзанія, Мозамбік, Кенія, Республіка Конго, Демократична Республіка Конго, Ефіопія, Малаві, Руанда, Сомалі, Південний Судан, Уганда.